# 斯特林·海登
斯特林·海登（英語：Sterling Hayden，1916年3月26日—1986年5月23日）美国演员。电影公司的宣传机器宣称他是“银幕上最俊美的人”，1941年他毁掉了自己的合同加入美國海军陆战队。二战期间他曾经在南斯拉夫协助当地的游击队，还曾在1946年加入了共产党。

## 生平
在斯特林·海登出生时名叫斯特林·雷亚丽·沃尔特(Sterling Relyea Walter)年幼时父亲去世母亲改嫁，他的继父在他9岁那年收养了他并将他的名字改作斯特林沃尔特·海登（Sterling Walter Hayden）15时他离开家在马赛诸塞州当了一个渔夫并且学习如何航海。1938年他作为领航员参加了一次渔业比赛，由于这场比赛吸引了媒体的关注，他的照片登上报纸。波士顿邮报在他的照片下写上“像电影明星一般的水手”，由此他获得了在纽约担当模特的机会以及派拉蒙公司的邀请。1941年，海登船长在结束了一次航行之后同派拉蒙公司签订了合约。在拍摄自己的第一部电影时他还遇上了女演员玛德琳·卡罗尔，第二年两人结了婚。拍摄完第二部电影后，他以约翰·安大略（John Hamilton）的假名报名参加了海军陆战队，并任官為少尉。他曾经做为战略情报局的秘密特工在克罗地亚和意大利等地活动。因为在战争中的表现他获得了包括银星勋章在内的一些勋章。1946年他以上尉身份退出了军旅并返回好莱坞，很快他就在西部片和黑色电影中成为了主要演员，后来他还参演过一些电视节目。60年代初他曾经离开过演艺圈并出版了一本自己的自传，直到1964年他又重新返回了大银幕并且拍摄了斯坦利·库布里克所导演的《奇爱博士》，这部电影后来获得了4项奥斯卡金像奖的提名和7项英国电影学会奖的提名。他曾经表示过自己其实并不喜欢表演，拍摄电影不过是为了赚钱航海罢了。他一共拥有过3次婚姻，膝下共有6名子女。